# Beautiful People Will Ruin Your Life
Albums de The Wombats
Glitterbug
(2015)
Singles
1. Lemon to a Knife Fight
Sortie : 7 novembre 2017
2. Turn
Sortie : 6 décembre 2017
3. Cheetah Tongue
Sortie : 18 janvier 2018
4. Turn
Sortie : 5 février 2018

Beautiful People Will Ruin Your Life est le quatrième album studio du groupe britannique de rock indépendant The Wombats sorti le 9 février 2018 sur le label Kobalt Label Services.
Dans une critique positive, PopMatters décrit les chansons de l'album comme "d'excellents exercices de pop-rock puissant".

## Composition et paroles
Avec cet album, The Wombats poursuivent le virage pop amorcé avec Glitterbug et se départissent un peu plus encore du son punk rock de leurs débuts.
Bien que le sujet soit toujours traité avec dérision, la santé mentale fait une nouvelle fois partie des thèmes abordés dans les chansons de cet album.

## Promotion
The Wombats dévoilent le premier single, Lemon to a Knife Fight, en novembre 2017. Suivent trois autres morceaux (Turn, Cheetah Tongue et Black Flamingo) jusqu'à la sortie de l'album. S'agissant des clips qui les illustrent, en proposant « des récits visuels ultra-caricaturaux », ceux-ci s'inscrivent dans la lignée de ce que le groupe avait produit pour son précédent album, Glitterbug.

## Liste des chansons
| No  | Titre                                | Durée |
| --- | ------------------------------------ | ----- |
| 1.  | Cheetah Tongue                       | 3:39  |
| 2.  | Lemon to a Knife Fight               | 3:26  |
| 3.  | Turn                                 | 3:28  |
| 4.  | Black Flamingo                       | 3:21  |
| 5.  | White Eyes                           | 4:13  |
| 6.  | Lethal Combination                   | 2:39  |
| 7.  | Out of My Head                       | 3:02  |
| 8.  | I Only Wear Black                    | 3:11  |
| 9.  | Ice Cream                            | 3:44  |
| 10. | Dip You in Honey                     | 3:08  |
| 11. | I Don't Know Why I Like You but I Do | 3:50  |